# Герцеговина Флор
Герцеговина Флор (Herzegovina Flor) — папиросы, которые широко известны тем, что их курил И. В. Сталин, а также набивал табак из папирос в свою трубку.

## История
Марка выпускалась с дореволюционных времен на фабрике С. С. Габая (затем — табачная фабрика «Ява»). Бренд благополучно пережил революцию, Гражданскую войну, предвоенные и послевоенные кампании по «борьбе с низкопоклонством»  и «безродными космополитами» (во многом благодаря тому, что «Герцеговину Флор» курил Сталин). В 1920-е годы он был отмечен талантом Владимира Маяковского («Любым папиросам даст фор „Герцеговина Флор“»).
В 1970-е годы поставлялись на экспорт в социалистические страны. Также были сигареты с этим же названием в твёрдой пачке, выпускались табачной фабрикой «Ява» (Москва).
Позднее производство «Герцеговины Флор» было переведено с «Явы» и на некоторые другие фабрики СССР. В 1980-е годы началось производство сигарет с фильтром «Герцеговина Флор».